# Signalisation de santé et de sécurité au travail
La signalisation de santé et de sécurité au travail consiste en la mise en place d'une signalisation (panneaux, couleurs de sécurité et signaux lumineux ou acoustiques) est rendue obligatoire ou nécessaire à la suite de l’évaluation des risques professionnels en entreprise. Elle doit être appropriée et répondre aux exigences réglementaires.
Les codes et les pictogrammes présentés dans les tableaux suivants sont ceux recommandés par la norme allemande DIN 4844-2. La norme ISO 7010 donne des codes et des pictogrammes différents.

## Destination
Elle s’adresse :
- aux maîtres d’ouvrages car, dans de nombreux cas, elle doit être prévue dès la conception des lieux de travail ;
- aux employeurs, tenus de mettre en œuvre les mesures de prévention adaptées, impliquant notamment d’informer les salariés à l'aide d'une signalisation, un des moyens pour répondre à cette obligation ;
- aux travailleurs.

## Interdiction
La lettre P provient du mot anglais prohibition qui veut dire interdiction. 
| Code | Pictogramme | Signification                                                                                     |
| ---- | ----------- | ------------------------------------------------------------------------------------------------- |
| P000 |             | Interdiction                                                                                      |
| P001 |             | Interdiction de fumer                                                                             |
| P002 |             | Flammes nues interdites                                                                           |
| P003 |             | Interdit aux piétons                                                                              |
| P004 |             | Interdiction d'éteindre avec de l'eau                                                             |
| P005 |             | Eau non potable                                                                                   |
| P006 |             | Entrée interdite aux personnes non autorisées                                                     |
| P007 |             | Interdit aux véhicules de manutention (chariots)                                                  |
| P008 |             | Interdiction de toucher                                                                           |
| P009 |             | Interdiction de toucher, boîtier sous tension                                                     |
| P010 |             | Commutation interdite                                                                             |
| P011 |             | Interdit aux porteurs de stimulateurs cardiaques                                                  |
| P012 |             | Placement (stationnement) ou stockage interdit                                                    |
| P013 |             | Transport de personnes interdit                                                                   |
| P014 |             | Interdit d’amener des animaux                                                                     |
| P015 |             | Défense d’entrer avec des chaussures                                                              |
| P016 |             | Interdit aux personnes ayant des implants métalliques                                             |
| P017 |             | Interdit d’arroser d’eau                                                                          |
| P018 |             | Utilisation GSM interdite                                                                         |
| P019 |             | Interdiction de manger et de boire                                                                |
| P020 |             | Le port de pièces de métal ou de montres est interdit                                             |
| P021 |             | Transport interdit de dispositifs de stockage magnétiques ou électroniques                        |
| P022 |             | Escalade interdite aux personnes non autorisées                                                   |
| P023 |             | Rester derrière le bras rotatif interdit                                                          |
| P025 |             | Utilisation interdite de cet appareil dans une baignoire, une douche ou un récipient rempli d’eau |
| P026 |             | Insertion d'une main interdite                                                                    |
| P027 |             | Cravate interdite                                                                                 |
| P029 |             | Cheveux longs interdits                                                                           |
| P030 |             | Ne pas couvrir                                                                                    |
| P031 |             | Ne pas utiliser dans les habitations                                                              |
| P033 |             | Aiguilles interdits                                                                               |
| P034 |             | Ne pas plier ou assembler                                                                         |

## Danger
La lettre W provient du mot anglais warning qui veut dire avertissement.
| Code | Pictogramme | Signification                                                   |
| ---- | ----------- | --------------------------------------------------------------- |
| W000 |             | Danger général                                                  |
| W001 |             | Matières inflammables ou haute température                      |
| W002 |             | Matières explosives, risque d’explosion                         |
| W003 |             | Matières toxiques                                               |
| W004 |             | Matières corrosives                                             |
| W005 |             | Matières radioactives, radiations ionisantes                    |
| W006 |             | Charges suspendues                                              |
| W007 |             | Véhicules de manutention (chariots élévateurs)                  |
| W008 |             | Danger électrique                                               |
| W009 |             | Rayonnement optique                                             |
| W010 |             | Rayonnement laser                                               |
| W011 |             | Substances comburantes                                          |
| W012 |             | Radiations non ionisantes                                       |
| W013 |             | Champ magnétique important                                      |
| W014 |             | Risque de trébuchement                                          |
| W015 |             | Danger de chute avec dénivellement                              |
| W016 |             | Risques biologiques                                             |
| W017 |             | Basse température, gel                                          |
| W018 |             | Substances nocives ou irritantes                                |
| W019 |             | Bouteilles de gaz                                               |
| W020 |             | Batteries sources de danger                                     |
| W021 |             | Atmosphère explosive                                            |
| W022 |             | Avertissement arbre de fraisage                                 |
| W023 |             | Danger d’écrasement                                             |
| W024 |             | Risque de basculement en roulant                                |
| W025 |             | Démarrage automatique, Installation à enclenchement automatique |
| W026 |             | Haute température                                               |
| W027 |             | Danger d’écrasement, Risque de blessures des mains              |
| W028 |             | Risque de dérapage                                              |
| W029 |             |                                                                 |
| W030 |             | Écrasement sous outil de presse                                 |

## Obligation
La lettre M provient du mot anglais mandatory qui veut dire obligatoire.
| Code | Pictogramme | Signification                                                              |
| ---- | ----------- | -------------------------------------------------------------------------- |
| M000 |             | Obligation générale                                                        |
| M001 |             | Protection oculaire obligatoire                                            |
| M002 |             | Casque de protection obligatoire                                           |
| M003 |             | Protection auditive obligatoire                                            |
| M004 |             | Protection obligatoire des voies respiratoires                             |
| M005 |             | Protection obligatoire des pieds (chaussures de sécurité)                  |
| M006 |             | Protection obligatoire des mains (gants de protection)                     |
| M007 |             | Protection obligatoire du corps (vêtements de protection)                  |
| M008 |             | Protection obligatoire du visage (visière de protection)                   |
| M009 |             | Harnais de sécurité obligatoire                                            |
| M010 |             | Utiliser le passage (passage piétons obligatoire)                          |
| M011 |             | Attacher la ceinture de sécurité                                           |
| M012 |             | Utiliser la passerelle                                                     |
| M013 |             | Débrancher la prise d'alimentation du secteur                              |
| M014 |             | Débrancher avant d'effectuer une activité de maintenance ou une réparation |
| M015 |             | Gilet de sauvetage obligatoire                                             |
| M016 |             |                                                                            |
| M017 |             |                                                                            |
| M018 |             |                                                                            |
| M019 |             | Utilisation de cadenas obligatoire                                         |
| M028 |             |                                                                            |
| M029 |             |                                                                            |

## Évacuation et premiers secours
La lettre E provient du mot anglais emergency qui veut dire urgence.
| Code | Pictogramme | Signification                                   |
| ---- | ----------- | ----------------------------------------------- |
| E001 |             | Flèche de direction (angle de 90°)              |
| E002 |             | Flèche de direction (angle de 45°)              |
| E003 |             | Premiers secours                                |
| E004 |             | Civière                                         |
| E005 |             | Douche de sécurité                              |
| E006 |             | Equipement de rinçage des yeux                  |
| E007 |             | Téléphone d'urgence                             |
| E008 |             | Médecin                                         |
| E009 |             | Sortie de secours (gauche)                      |
| E010 |             | Sortie de secours (droite)                      |
| E011 |             | Point de rassemblement après évacuation         |
| E017 |             | Défibrillateur automatique externe pour le cœur |
| E019 |             | Fenêtre de secours                              |

## Sécurité incendie
La lettre F provient du mot anglais fire qui veut dire incendie.
| Code | Pictogramme | Signification                                     |
| ---- | ----------- | ------------------------------------------------- |
| F001 |             | Direction à suivre (angle de 90°)                 |
| F002 |             | Direction à suivre (angle de 45°)                 |
| F003 |             | Robinet d'incendie armé (lance à incendie)        |
| F004 |             | Échelle d'incendie                                |
| F005 |             | Extincteur                                        |
| F006 |             | Téléphone à utiliser en cas d'incendie            |
| F007 |             | Ensemble d'équipements de lutte contre l'incendie |
| F008 |             | Point d'alarme incendie                           |